# Roberto Núñez
Roberto Núñez Mañas (Talavera de la Reina, 3 januari 1996) is een Spaans voetballer die bij voorkeur als aanvaller speelt. Hij stroomde in 2016 door vanuit de jeugd van Atlético Madrid. Hij stond één jaar onder contract bij Royal Antwerp.

## Clubcarrière
Núñez werd geboren in Talavera de la Reina. Op tienjarige leeftijd sloot hij zich aan in de jeugdopleiding van Atlético Madrid. In 2014 debuteerde hij in het tweede elftal. Op 30 november 2016 debuteerde de Spanjaard in het eerste elftal in de Copa del Rey tegen CD Guijuelo. Hij viel na 59 minuten in voor mede-debutant Yannick Carrasco. Atlético Madrid won de bekerwedstrijd met 0–6.
In 2017 is Núñez vertrokken bij Atlético Madrid en heeft hij een contract getekend voor 1 jaar ( + 1 jaar optie) bij de Belgische eersteklasser Royal Antwerp FC. Hij maakte daar zijn debuut in de Beker van België tijdens de 16e finale tegen Lierse SK. De wedstrijd werd gewonnen met 2-0. Hij kwam enkel nog één keer extra aan spelen toe bij Antwerp.
Op 11 juli 2018 vertrok Roberto Núñez Mañas naar UD Las Palmas waar hij speelde voor het tweede team. Hij kondigde dit zelf aan via Instagram. In 2020 vertrok hij naar Águilas.